# Pattinaggio di velocità agli VIII Giochi asiatici invernali - Inseguimento a squadre maschile
La gara dell'inseguimento a squadre maschile si è svolta il 22 febbraio 2017 al Meiji Hokkaido-Tokachi Oval di Sapporo in Giappone.

## Risultati
| Rank | Pair | Atleta                                                    | Tempo   | Note |
| ---- | ---- | --------------------------------------------------------- | ------- | ---- |
| 1    | 2    | Corea del Sud Joo Hyong-jun Kim Min-seok Lee Seung-hoon   | 3:44.32 | GR   |
| 2    | 1    | Giappone Shota Nakamura Shane Williamson Ryosuke Tsuchiya | 3:45.93 |      |
| 3    | 2    | Kazakistan Dmitriy Babenko Denis Kuzin Fyodor Mezentsev   | 3:59.37 |      |
| 4    | 1    | Cina Liu Yiming Rehanbai Talabuhan Zhu Jiafan             | 4:03.20 |      |